# Karoline Erdal
Karoline Erdal (ur. 15 listopada 1997 w Førde) – norweska biathlonistka, trzykrotna medalistka mistrzostw świata juniorów.

## Kariera
Po raz pierwszy na arenie międzynarodowej pojawiła się w 2015 roku, startując na olimpijskim festiwalu młodzieży Europy w Vorarlbergu. Zdobyła tam brązowy medal w sztafecie mieszanej. Na rozgrywanych rok później mistrzostwach świata juniorów w Cheile Grădiştei zwyciężyła w sprincie, a w sztafecie była trzecia. Zdobyła także złoty medal w sztafecie podczas mistrzostw świata juniorów w Osrblie w 2017 roku.
W zawodach Pucharu Świata zadebiutowała 30 listopada 2016 roku w Östersund, zajmując 82. miejsce w biegu indywidualnym. Pierwsze punkty wywalczyła 20 marca 2021 roku w tej samej miejscowości, gdzie zajęła 39. miejsce w biegu pościgowym.

## Osiągnięcia

### Mistrzostwa świata juniorów
| Rok  | Miejscowość      | Konkurencje | Konkurencje | Konkurencje | Konkurencje | Konkurencje | Konkurencje | Konkurencje |
| Rok  | Miejscowość      | IN          | SP          | PU          | MS          | RL          | MR          | SR          |
| ---- | ---------------- | ----------- | ----------- | ----------- | ----------- | ----------- | ----------- | ----------- |
| 2016 | Cheile Grădiştei | 6.          | 1.          | 12.         | nd.         | 3.          | nd.         | –           |
| 2017 | Osrblie          | 21.         | 5.          | 7.          | nd.         | 1.          | nd.         | –           |

### Puchar Świata

#### Miejsca w klasyfikacji generalnej
| Sezon     | Miejsce |
| --------- | ------- |
| 2016/2017 | –       |
| 2019/2020 | –       |
| 2020/2021 | 94.     |
| 2021/2022 | 59.     |
| 2022/2023 | 71.     |
| 2023/2024 | 61.     |
| 2024/2025 | 63.     |

#### Miejsca na podium indywidualnie
Erdal nie stanęła na podium indywidualnych zawodów PŚ.